# Neobatrachia
Neobatrachia – deutsch etwa „moderne Froschlurche“, „neue Froschlurche“, „höhere Frösche“ oder „Neufrösche“ – ist eine Unterordnung der Froschlurche, die wiederum zur Klasse der Lurche (Amphibien) gehört. Mit rund 5600 Arten werden fast 97 Prozent aller Froschlurcharten dieser Unterordnung zugerechnet.

## Merkmale
Die Unterscheidung der Froschlurche in „niedere“ (Archaeobatrachia), neuerdings „mittlere“ (Mesobatrachia) sowie in „höhere“ Frösche – die durchaus nicht unumstritten ist und mit zunehmendem Kenntnisstand eher unsicherer wird als klarer, weil sich manche vermeintlichen Differenzierungsfaktoren als gruppenübergreifend erwiesen – geschieht in erster Linie nach Merkmalen der Anatomie, vor allem des Knochenbaus, sowie einigen äußerlich sichtbaren Ausprägungen und Verhaltensweisen. Im Einzelnen können bei drei Überfamilien der Neobatrachia – auch diese Einteilung ist allerdings schon nicht eindeutig; manche Familien werden unterschiedlich zugeordnet – folgende Charakteristika genannt werden:

### Überfamilie Hyloidea (Bufonoidea) – Laubfrösche, Echte Kröten und Verwandte
Die Kieferknochen sind zahnlos (Kröten) oder bezähnt (Laubfrösche); der Schultergürtel ist beweglich (bei den Laubfröschen mit knorpeligem Brustbein); die Sacralwirbel haben mehr oder weniger verbreiterte Querfortsätze und sind mittelbar mit dem Urostyl (Steißbein) verbunden; es gibt fünf bis acht procoel geformte, präsacrale Wirbel; Rippen sind nicht vorhanden; die Pupillen sind meistens waagerecht ausgerichtet, der Amplexus durch das Männchen erfolgt axillar. Die Larven weisen ein linksseitiges Atemloch auf sowie meist zwei obere und drei untere Zahnreihen im Mundfeld.

### (ehemalige) Überfamilie Microhyloidea – Engmaulfrösche
Dieses nur aus der Familie Engmaulfrösche (Microhylidae) bestehende Taxon weist diplasiocoele oder procoele Rückenwirbel auf. Ihr Schultergürtel ist starr, oft auch zurückgebildet. Zähne sind meist nicht vorhanden und am Gaumendach befinden sich quergestellte Hautleisten. Das Atemloch der Kaulquappen mündet in der Mittellinie des Bauches; Hornkiefer haben sie nicht. In neueren phylogenetischen Übersichten werden die Engmaulfrösche den Ranoidea zugerechnet.

### Überfamilie Ranoidea – Echte Frösche und Verwandte
Kiefer sind bezähnt; es gibt sieben procoele präsacrale Wirbel, deren Neuralbögen sich nicht dachziegelartig überlappen; der letzte Präsacralwirbel ist amphicoel geformt (an beiden Enden eingebuchtet); das Sacrum ist bikonvex; die Querfortsätze des Sacrums sind zylindrisch und mittelbar mit dem Steißbein verbunden; der Schultergürtel ist bis auf wenige Ausnahmen starr. Es fehlen Rippen; die Pupillen sind waagerecht; der Amplexus durch das Männchen erfolgt axillar.

### Abgrenzung zu den anderen Unterordnungen
Gemeinsam ist allen Neobatrachia das Vorhandensein eines neopalatinen Knochens, die Verschmelzung des dritten distalen Handwurzelknochens mit anderen Handwurzelknochen, die komplette Trennung des Sartoriusmuskels vom Semitendinosus und das Vorhandensein eines zusätzlichen Kopfes des langen Adduktoren-Muskels. Unstrittig ist auch, dass sich bei den rezenten Froschlurchen insgesamt die Anzahl der Rückenwirbel im Lauf der Evolution von neun auf minimal fünf reduziert hat.
Deutlicher wird die Definition der Neobatrachia in Abgrenzung zu den nur 28 Arten der Archaeobatrachia (vergleiche beispielsweise Unken, Scheibenzüngler). So weisen diese unter anderem acht bis neun amphicoel bzw. ophistocoel geformte Wirbel auf und besitzen freie Rippen an den Wirbeln II bis IV. Bei ihnen erfolgt der Paarungs-Amplexus inguinal, also in der Lendengegend; die Larven haben ihre Atemlöcher an der Bauchseite. Die seit 1993 als Mesobatrachia abgetrennten Arten (ca. 187; vergleiche beispielsweise Knoblauchkröte, Westlicher Schlammtaucher, Amerikanische Schaufelfußkröten, Zipfelkrötenfrösche) vermitteln mit ihren Merkmalen zwischen den beiden anderen Unterordnungen – ihr auffälligstes gemeinsames äußeres Charakteristikum sind meist vertikal geschlitzte Pupillen, die allerdings bei einigen Neobatrachia auch vorkommen können; vergleiche beispielsweise Rotaugenlaubfrösche (Gattung Agalychnis aus der Familie Hylidae) und Waldsteigerfrösche (Gattung Leptopelis aus der Familie Arthroleptidae).

## Familien und Unterfamilien der Unterordnung Neobatrachia
(Sortierung alphabetisch, die 14 ehemaligen Unterfamilien der Echten Frösche (Ranidae) werden am Ende gelistet; auf die Darstellung der oben unterschiedenen „Überfamilien“ wird verzichtet)
- Unterordnung Neobatrachia Reig, 1958 – „Moderne Froschlurche“
  - Familie Blattkrötchen, Allophrynidae Goin, Goin & Zug, 1978 (Die Gattung Allophryne gilt als Schwestertaxon von Centrolenidae)
  - Familie Aromobatidae Grant, Frost, Caldwell, Gagliardo, Haddad, Kok, Means, Noonan, Schargel & Wheeler, 2006
    - Unterfamilie Allobatinae Grant, Frost, Caldwell, Gagliardo, Haddad, Kok, Means, Noonan, Schargel & Wheeler, 2006
    - Unterfamilie Anomaloglossinae Grant, Frost, Caldwell, Gagliardo, Haddad, Kok, Means, Noonan, Schargel & Wheeler, 2006
    - Unterfamilie Aromobatinae Grant, Frost, Caldwell, Gagliardo, Haddad, Kok, Means, Noonan, Schargel & Wheeler, 2006

  - Familie Langfingerfrösche, Arthroleptidae Mivart, 1869
    - Unterfamilie Arthroleptinae Mivart, 1869
    - Unterfamilie Astylosterninae Noble, 1927 (inkl. Haarfrosch)
    - Unterfamilie Waldsteigerfrösche, Leptopelinae Laurent, 1972 (früher zu den Riedfröschen gestellt)

  - (Die Familie Astylosternidae Dubois, 1992 wird hier nur als Synonym für Arthroleptidae aufgefasst.)
  - (Die Familie Atelopodidae Parker, 1934 wird hier nur als Synonym für Bufonidae aufgefasst.)
  - Familie Sattelkröten, Brachycephalidae Günther, 1858
  - Familie Kurzkopffrösche, Brevicipitidae Bonaparte, 1850
  - Familie Kröten, Bufonidae Gray, 1825
  - Familie Calyptocephalellidae Reig, 1960
  - Familie Glasfrösche, Centrolenidae Taylor, 1951
    - Unterfamilie Centroleninae Taylor, 1951
    - Unterfamilie Hyalinobatrachinae Guayasamin, Castroviejo-Fisher, Trueb, Ayarzagüena, Rada & Vilà, 2009

  - Familie Ceratophryidae Tschudi, 1838
    - Unterfamilie Batrachylinae Gallardo, 1965
    - Unterfamilie Ceratophryinae Tschudi, 1838
    - Unterfamilie Telmatobiinae Fitzinger, 1843

  - Familie Craugastoridae Hedges, Duellman & Heinicke, 2008
  - Familie Cycloramphidae Tschudi, 1838
    - Unterfamilie Alsodinae Mivart, 1869
    - Unterfamilie Cycloramphinae Bonaparte, 1850

  - Familie Baumsteigerfrösche (Pfeilgiftfrösche), Dendrobatidae Cope, 1865
    - Unterfamilie Colostethinae Cope, 1867
    - Unterfamilie Dendrobatinae Cope, 1865
    - Unterfamilie Hyloxalinae Grant, Frost, Caldwell, Gagliardo, Haddad, Kok, Means, Noonan, Schargel & Wheeler, 2006

  - Familie Eleutherodactylidae Lutz, 1954
    - Unterfamilie Eleutherodactylinae Lutz, 1954
    - Unterfamilie Phyzelaphryninae Hedges, Duellman & Heinicke, 2008

  - Familie Ericabatrachidae Dubois, Ohler & Pyron, 2021
  - Familie Gespenstfrösche, Heleophrynidae Noble, 1931
  - Familie Hemiphractidae Peters, 1862
  - Familie Hemisotidae Cope, 1867
  - Familie Laubfrösche i.w.S., Hylidae Rafinesque, 1815
    - Unterfamilie Laubfrösche i. e. S. Hylinae Rafinesque, 1815
      - Tribus Cophomantini Hoffmann, 1878[1]
      - Tribus Dendropsophini Fitzinger, 1843[1]
      - Tribus Hylini Rafinesque, 1815[1]
      - Tribus Lophiohylini Miranda-Ribeiro, 1926[1]

    - Unterfamilie Australische Laubfrösche Pelodryadinae Günther, 1858
    - Unterfamilie Greiffrösche Phyllomedusinae Günther, 1858

  - Familie Hylodidae Günther, 1858
  - Familie Riedfrösche, Hyperoliidae Laurent, 1943
  - Familie Leptodactylidae (i. e. S.) Werner, 1896
  - (Die Familie Limnodynastidae Lynch, 1969 wird hier nur als Synonym für Myobatrachidae aufgefasst.)
  - Familie Engmaulfrösche, Microhylidae Günther, 1858
    - Unterfamilie Adelastinae Peloso, Frost, Richards, Rodrigues, Donnellan, Matsui, Raxworthy, Biju, Lemmon, Lemmon & Wheeler, 2016
    - Unterfamilie Asterophryinae Günther, 1858
    - Unterfamilie Cophylinae Cope, 1889
    - Unterfamilie Chaperininae Peloso, Frost, Richards, Rodrigues, Donnellan, Matsui, Raxworthy, Biju, Lemmon, Lemmon & Wheeler, 2016
    - Unterfamilie Dyscophinae Boulenger, 1882
    - Unterfamilie Gastrophryninae Fitzinger, 1843
    - Unterfamilie Hoplophryinae Noble, 1931
    - Unterfamilie Kalophryninae Mivart, 1869
    - Unterfamilie Melanobatrachinae Noble, 1931
    - Unterfamilie Microhylinae Günther, 1858
    - Unterfamilie Otophryninae Wassersug & Pyburn, 1987
    - Unterfamilie Phrynomerinae Noble, 1931
    - Unterfamilie Scaphiophryninae Laurent, 1946

  - Familie Australische Südfrösche, Myobatrachidae Schlegel, 1850 (inkl. Limnodynastidae sowie der Gattung Rheobatrachus)
  - Familie Nasikabatrachidae Biju & Bossuyt, 2003
  - Familie Seychellenfrösche, Sooglossidae Noble, 1931
  - Familie Strabomantidae Hedges, Duellman & Heinicke, 2008
    - Unterfamilie Holoadeninae Hedges, Duellman & Heinicke, 2008
    - Unterfamilie Strabomantinae Hedges, Duellman & Heinicke, 2008

Die Familie Ranidae wurde im Jahr 2005 in 14 Unterfamilien geteilt, die im Jahr 2006 zum größten Teil zu Familien erhoben wurden:
- - Familie Ceratobatrachidae
    - Unterfamilie Alcalinae
    - Unterfamilie Ceratobatrachinae
    - Unterfamilie Liuraninae

  - Familie Conrauidae Dubois, 1992
  - Familie Dicroglossidae Anderson, 1871
    - Unterfamilie Dicroglossinae
    - Unterfamilie Occidozyginae

  - Familie Madagaskarfrösche, Mantellidae Laurent, 1946
    - Unterfamilie Boophinae Vences & Glaw, 2001
    - Unterfamilie Laliostominae Vences & Glaw, 2001
    - Unterfamilie Mantellinae Laurent, 1946

  - Familie Micrixalidae Dubois, Ohler & Biju, 2001
  - Familie Nyctibatrachidae Blommers-Schlösser, 1993
    - Unterfamilie Astrobatrachinae
    - Unterfamilie Lankanectinae
    - Unterfamilie Nyctibatrachinae

  - Familie Petropedetidae Noble, 1931
  - Familie Phrynobatrachidae Laurent, 1941
  - Familie Ptychadenidae Dubois, 1987
  - Familie Pyxicephalidae Bonaparte, 1850
    - Unterfamilie Cacosterninae Noble, 1931
    - Unterfamilie Pyxicephalinae Bonaparte, 1850

  - Familie Echte Frösche, Ranidae Rafinesque, 1814
  - Familie Ranixalidae Dubois, 1987
  - Familie Ruderfrösche, Rhacophoridae Hoffman, 1932
    - Unterfamilie Buergeriinae Channing, 1989
    - Unterfamilie Rhacophorinae Hoffman, 1932